# Stercorarius parasiticus
El págalo parásito, escúa ártico, salteador parásito o salteador parasítico (Stercorarius parasiticus) es una especie de ave caradriforme de la familia Stercorariidae.

## Localización y características
Es un ave marina que vive en el norte de Eurasia y en Norteamérica, con grandes y significativas poblaciones tanto en el sur como en el norte de Escocia. Construye su nido en la seca tundra, peñas e islas, en donde pone 4 huevos de color oliva pardusco. Por lo general es silencioso, a excepción de algunos reclamos y silbidos en las áreas de cría. 
Aunque no inflige serios daños, es peleador.
Es un ave migratoria, que pasa el invierno en los mares tropicales y océanos sureños. En las islas británicas vive en Shetland y en las Orcadas, las Hébridas, Sutherland, Caithness y otras islas.
Se alimenta de lemmings y otros roedores, y ataca y roba a otras especies.
Es bastante parecido al págalo rabero (Stercorarius longicaudus) y al págalo pomarino (Stercorarius pomarinus).

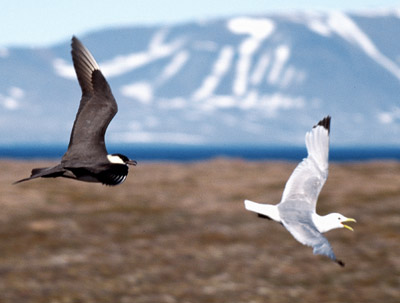
Un págalo parásito atacando a una gaviota.

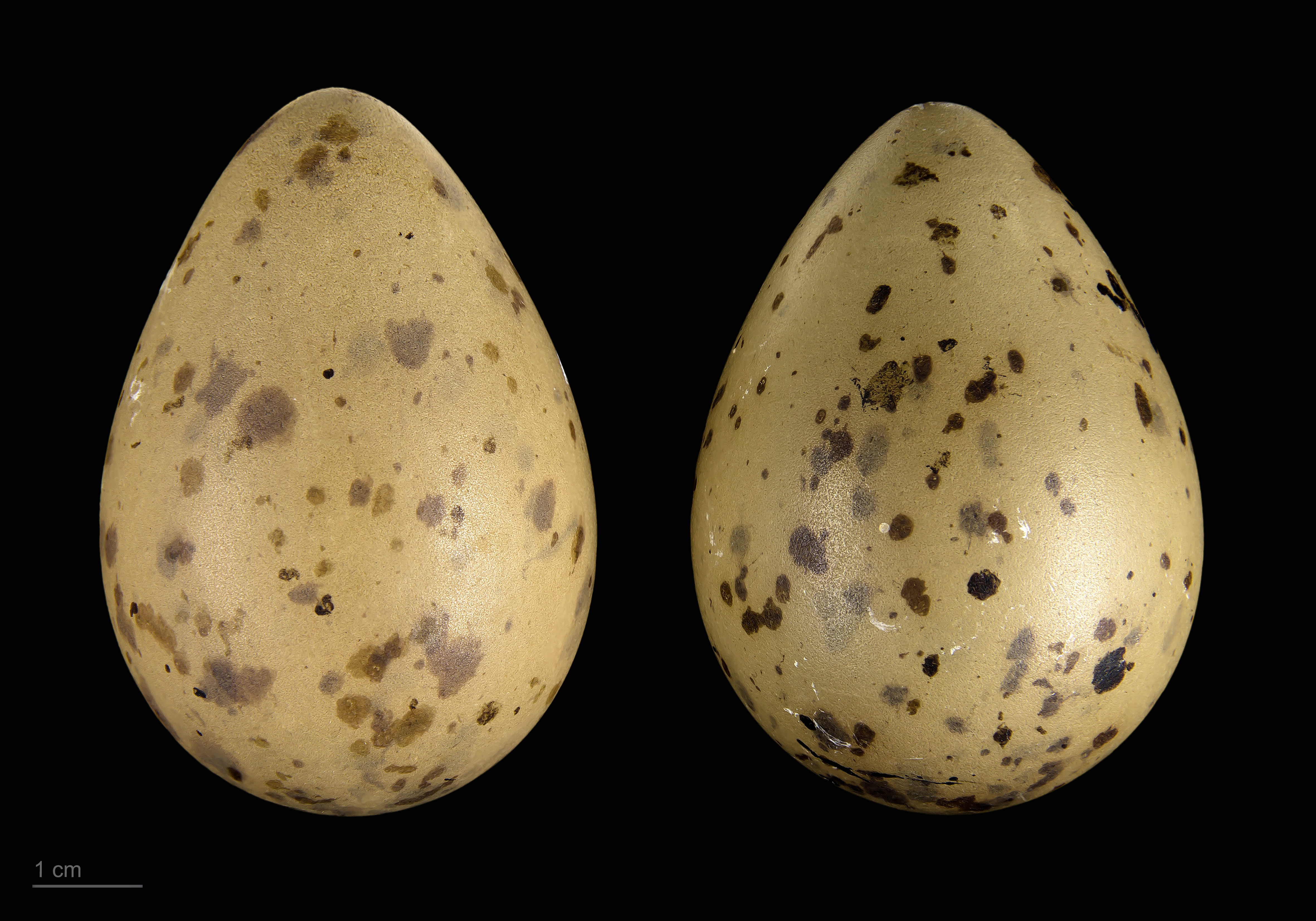
Stercorarius parasiticus - MHNT